# Bede BD-5
Bede BD-5 Micro — це серія малих одномісних літаків для конструкції, створених наприкінці 1960-х років американським авіаконструктором Джимом Беде і представлених на ринку в основному у формі комплекту для самостійного збирання нині неіснуючою компанію Bede Aircraft Corporation на початку 1970-х років.

## Реактивний літак BD-5J

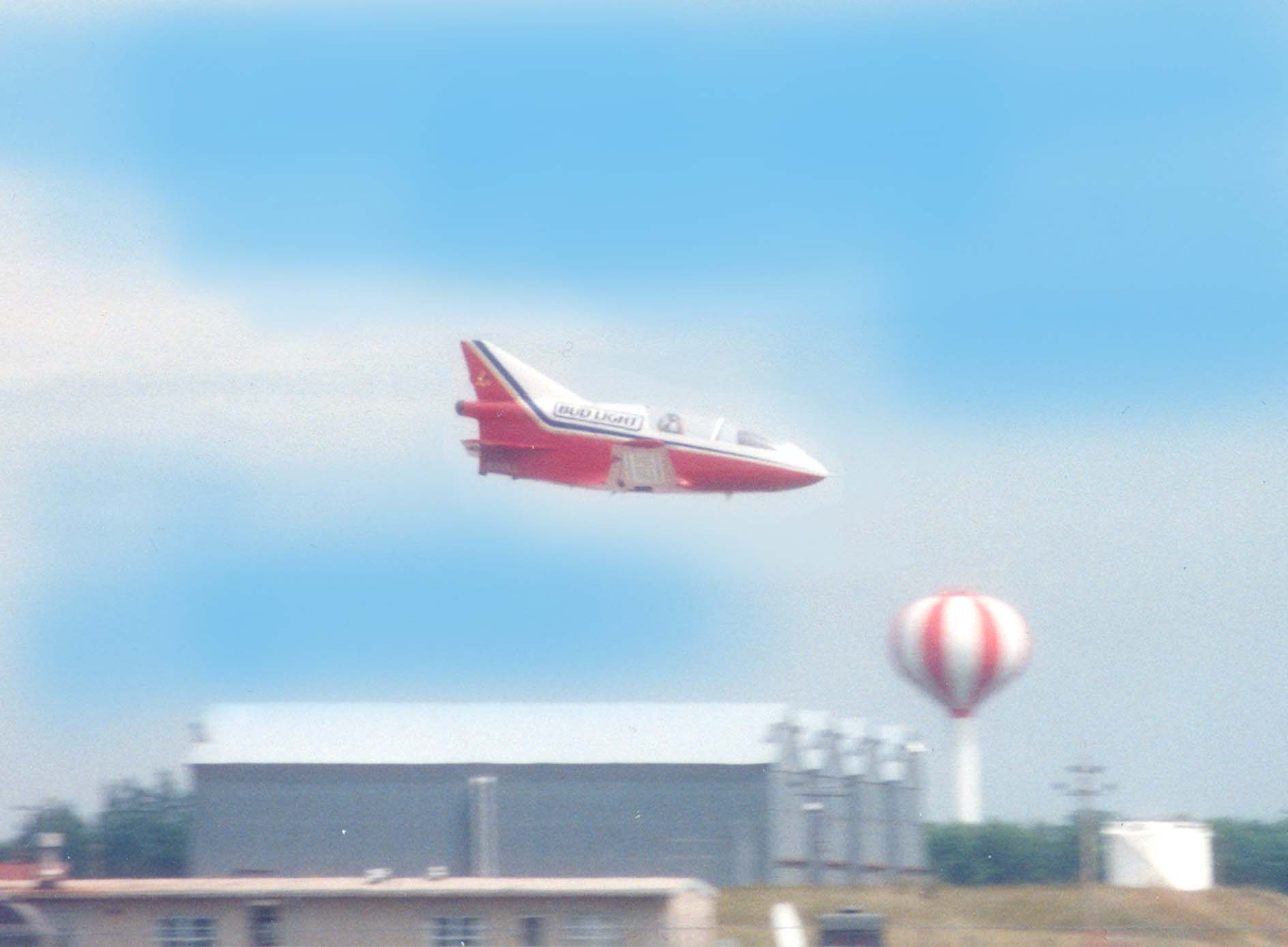
«Bud Light Jet» BD-5J у Фарго 1997

Боб Бішоп придбав 20 комплектів BD-5J, щойно вони з'явилися у продажу, і багато літаючих зразків почали життя в цій партії з 20. Версії з оригінальної партії стали популярними на авіашоу. Протягом 1980-х років і до 1991 року команда броварні Coors що використовувала два з цих літаків виступала під назвою Silver Bullets. Броварня Budweiser також використовувала BD-5J для виступів під назвою Bud Light Jet, але цей контракт давно закінчився, і літак був втрачений в результаті пожежі в моторному відсіку, а Боб Бішоп успішно вибрався з палаючої кабіни.

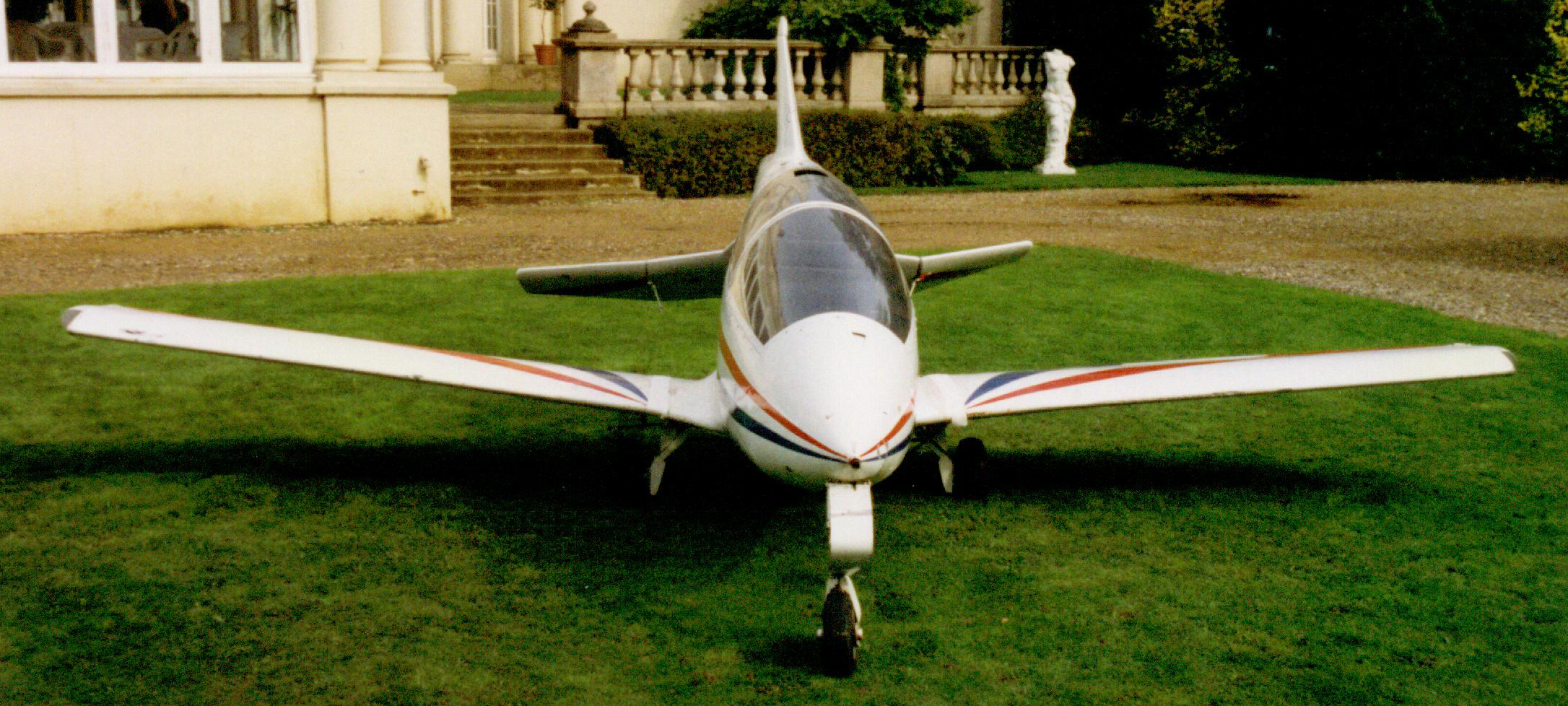
BD-5J з фільму «Восьминіжка»

Літак також з'явився у першій серії фільму про Джеймса Бонда «Восьминіжка» (1983).
У 2006 році модифіковану версію BD-5J було сертифіковано Міністерством оборони США як пілотована повітряна мішень крилатої ракети, відому як SMART-1 (Small Manned Aerial Radar Target, Model 1). 27 червня 2006 року один з літаків SMART-1, пілотований досвідченим професійним пілотом авіашоу Чаком Лішером, врізався у дерева під час заходу на посадку в муніципальному аеропорту Оушен-Сіті в Оушен-Сіті, штат Меріленд, внаслідок чого пілот загинув. Розслідування Національної ради з безпеки на транспорті встановило, що літак повернувся на посадку з більшою кількістю палива, ніж рекомендовано для звичайних операцій, і пілот не зміг зберегти швидкість, що призвело до зриву та подальшого зіткнення біля злітно-посадкової смуги.
BD-5J утримує рекорд Гіннесса як найменший реактивний літак у світі вже понад 46 років. Початково рекорд на власному BD-5J встановив Боб Бішоп у 1974 році, але в листопаді 2004 року рекорд перейшов до Хуана Хіменеза, чий BD-5J був легшим за літак Бішопа, і мав найменшу задокументовану вагу серед усіх літаків BD-5J.

## Варіанти
- BD-5 — прототип і початковий комплект серійного літака з коротким розмахом крил.
- BD-5A — версія з коротким розмахом крил розрахована на високу швидкість польоту і виконання фігур вищого пілотажу.
- BD-5B — базова версія літака з поршневим двигуном зі збільшеним розмахом крил.
- BD-5D — версії BD-5B заводської збірки.
- BD-5G — серійний комплект літака оснащеного поршневим двигуном з розмахом крил 17 фут (5,2 м) і масою брутто 660 фунт (299 кг).
- BD-5J — реактивний літак, оснащений двигуном PBS TJ100.
- BD-5S — безмоторний планер з великим розмахом крил, але через те що льотні випробування виявилися невтішними від подальшої роботи над ним відмовилися.
- BD-5T —версія літака розроблена BD Micro Technologies оснащена турбогвинтвим газотурбінним двигуном Solar T62.

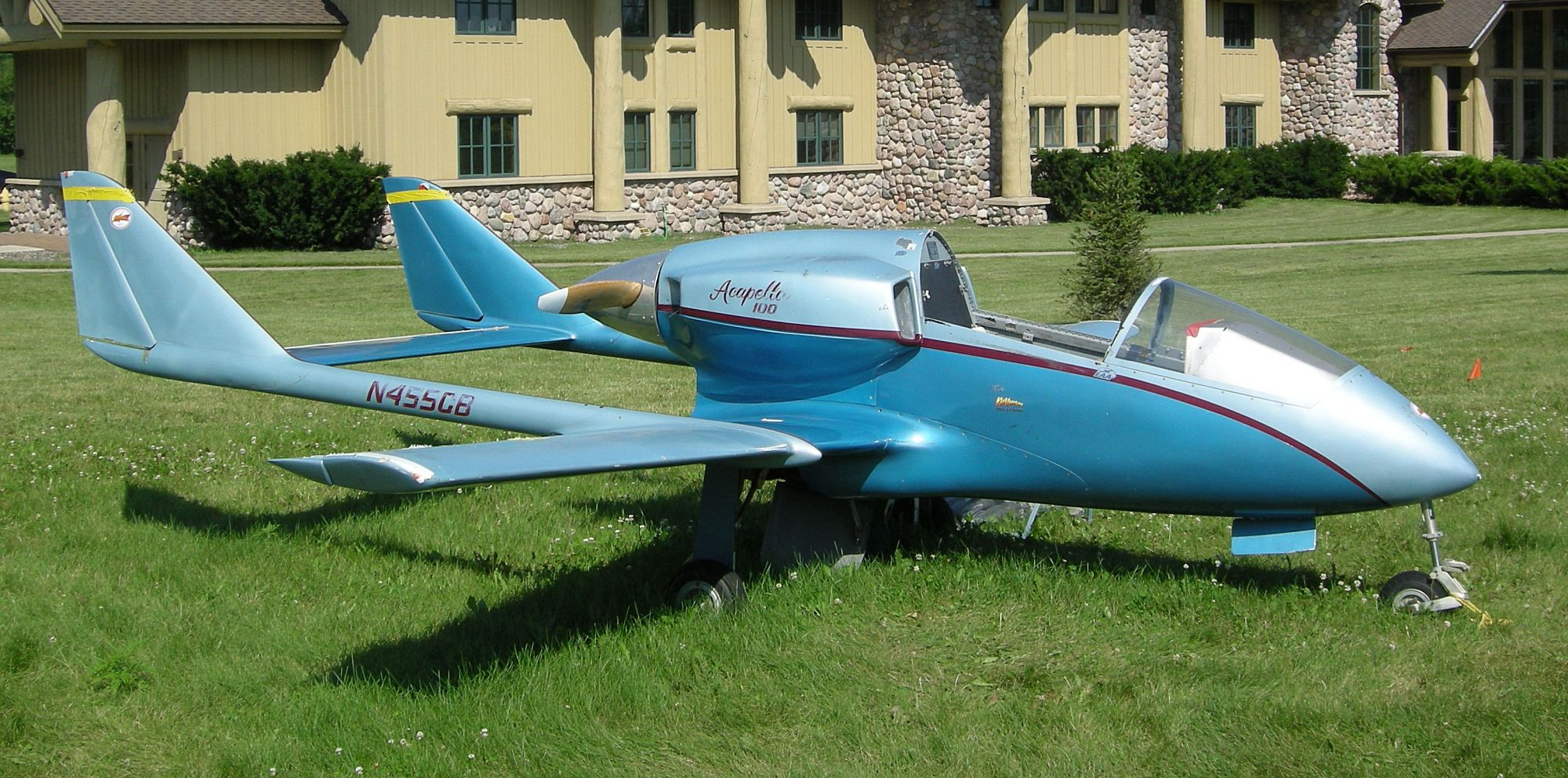
Barlow Acapella N455CB в Ошкоші

- Barlow Acapella 100/Acapella 200/Acapella 200-S — модифікації BD-5 розроблені Карлом Д. Барлоу з компанії Option Air Reno на початку 1980-х років, у дизайні яких поєднано фюзеляж BD-5 із подвійним хвостовим оперенням.
- FLS Microjet — покращена модифікація BD-5J виготовлена компанією BD-Micro Technologies у вигляді комплекту для самостійного збирання, оснащена двигуном PBS TJ-100. Вартість комплекту, розрахованого на складання літака за 500 людино-годин, складала 189.5 тисяч доларів США у 2011 році.